# 堺市連続強盗殺人事件
堺市連続強盗殺人事件（さかいしれんぞくごうとうさつじんじけん）とは2011年（平成23年）11月から翌12月にかけて大阪府堺市で発生した連続殺人事件。

## 概要
2011年11月15日、大阪府堺市南区に住む主婦（当時67歳）が買い物帰りに失踪し、翌日ATMで主婦の口座から現金が引き出された。12月1日、同市北区のO（当時84歳）の自宅でOが結束バンドで拘束され顔に食品用ラップが巻かれた状態で発見され、搬送先の病院で死亡が確認された。自宅からは所有マンションから集金した家賃計74万円が無くなっていた。
12月6日、主婦の口座から現金を引き出した容疑で同市に住む男N（当時50歳）を窃盗罪で逮捕した。取り調べでNは2人を殺害し、主婦の遺体を焼却して河内長野市の山中に遺棄し、それぞれ現金を奪ったことを認めたため、大阪府警察は翌2012年2月14日にNを強盗殺人罪、死体遺棄・損壊罪で起訴した。3月15日にはOに対する強盗殺人罪でも起訴された。

## 加害者の人物像
加害者Nは1961年（昭和36年）8月26日に生まれた。裕福な家庭で生まれ育ったNは地元の高校を卒業後、建設関係の会社で働き始め30代で独立するも失敗し、その後は無職で多額の借金を抱えていたと報道されていたが、一方で娘に5万円以上するブランド服を着せるなど浪費癖が目立っていた。1999年に死亡した母親の遺産として預金7000万円と不動産を相続してからは、生活はますます派手になり、遺産を3年足らずで使い果たした挙句、2004年3月に保険金詐欺目的で3600万円の火災保険をかけた自宅に放火した現住建造物等放火罪で逮捕・起訴され、有罪判決を受け服役しており、今回の事件は8月に仮釈放されてから3ヶ月後に起きた出来事であった。OとNは向かいの家に住んでおり、Nが幼かった頃から付き合いがあった。

## 刑事裁判

### 第一審・大阪地裁堺支部（裁判員裁判）
2014年2月12日、被告人Nの初公判が大阪地方裁判所堺支部（森浩史裁判長、裁判員裁判）で開かれた。弁護側が事実認定は争わず、死刑制度の是非についてを焦点とする異例の審理となった。
初公判の冒頭陳述で検察側は「Nは以前に放火事件で服役中『金持ちの人を襲う』という大まかな犯罪計画を立てていた。仮釈放後に同居していた内妻や、保護観察官に『仕事を始めた。多額の現金を用意できる』と嘘を重ねた挙句『嘘がばれると内妻に見放され、仮釈放が取り消されて刑務所に戻る羽目になる』と考え、計画を実行した」と動機を明らかにし、その上で「できるならNを生きたまま焼き殺してやりたい」「死刑を望む」などの被害者遺族の捜査段階での調書を読み上げた。一方で弁護側も冒頭陳述を行い「絞首刑は残虐で違憲。死刑は避け、刑務所で反省の日々を送らせるべきだ」と主張した。
2月19日に開かれた第5回公判で、Nは被告人質問で森裁判長の質問に対し「死刑は当然だと思うが、この命で償えるものでも許されるものでもないと思う」などと述べ、また弁護側の質問に対し「逮捕当初、自供しなければ、捜査当局が犯行を立証するのは難しいと考えていたが、内妻の『正直に話して』という言葉を弁護人から伝えられ、自供を決意した」と説明し「自供すれば極刑になるだろうと思った」と、自供段階ですでに死刑を覚悟していたことも明かした。
2月24日の公判では証人尋問が行われ、立命館大学産業社会学部教授の岡本茂樹が「無期懲役囚は仮釈放をもらうために懲罰を避けたいと考え、刑務官らに言われたことに従うだけ。自分の感情を抑制したロボットのような生活を送る」と表現し、その上で「死刑と無期懲役で雲泥の差があるとは思わない。無期懲役は先の見えない恐怖があり、魂を殺す刑だ」と証言した。また、岡本は無期懲役囚と長年交流した経験を踏まえ「無期懲役囚は当初、先の見えない恐怖で『死にたい』と考えるが、そのうちに被害者の苦しみも理解する」と指摘し、昨秋からNと手紙のやり取りや面会を続けていると明かし「（Nには）被害者の痛みを分かってもらい、人の役に立つことをしてほしい」と述べた。また、同日には元刑務官の坂本敏夫も証言台に立ち「死刑囚が執行を知らされるのは当日朝で、恐怖の毎日を送っていると思う」などと述べ、死刑執行の様子を説明した。
2月26日の公判では意見陳述で被害者遺族であるOの姪が「おじは『妻のためにも一日でも長く生きなければ』と言っていた。おば（Oの妻）を置いていくことがどれだけ悲しく、無念だっただろう。（Nが）どんな償いをしても許すことはできない」、主婦の遺族も「自分の命だけを惜しむことなく、極刑を受け入れることが最低限の償いだ」（夫）「被害者参加制度を利用し、すべての公判に参加してきたが、反省は何一つ伝わってこない。命一つでは納得できないが、死をもって償うことを強く望みます」（長男）とそれぞれ意見を述べた。その後、論告で検察側は「弁護側は『絞首刑は残虐で違憲』と主張するが、死刑は一定の凶悪な事件を起こした者に命をもって償わせる刑であり、ある程度の苦痛が伴うことは避けられない。絞首刑の合憲性は最高裁判例でも認められており、日本国憲法に違反しないことは明らかだ」と述べた上で、Nが内妻についた「仕事をしている」との嘘を隠すため、何の落ち度もない2人を殺害して金を奪ったり、遺体を焼いたりした犯行について「あまりに非道で、鬼畜の所業と言わざるを得ない。まれにみる凶悪な犯行で罪責は極めて重大であり、命をもって償わせることはやむを得ない」として、Nに対し死刑を求刑した。一方で弁護側は「絞首刑は首が切断される可能性もあり、残虐で違憲だ」として無期懲役を求め結審した。
2014年3月10日に判決公判が開かれ、大阪地裁堺支部は「死刑制度は日本国憲法に違反しない」とした上で、「自己中心的な考えから、短絡的に立て続けに強盗殺人を起こした。極めて残忍で冷酷非道と言うほかない」として、検察側の求刑通り被告人Nに死刑判決を言い渡した。弁護側は大阪高等裁判所に控訴した。

### 控訴審・大阪高裁
2015年9月30日、大阪高裁（後藤眞理子裁判長）で開かれた控訴審初公判で、弁護側は第一審に続き起訴内容は争わず「計画性は低かった」として量刑は無期懲役が相当と主張し、第一審の死刑判決については「絞首刑は残虐で憲法違反に当たる」と訴えた。公判は計8回開かれ、2016年6月17日の最終弁論で弁護側は「犯行の計画性は高くなく、死刑は重すぎる」と主張し、死刑判決を破棄し、無期懲役に減軽することを訴えた。一方で検察側は「ずさんでも、計画性がないとはいえない」と控訴棄却を求め結審した。
9月14日に開かれた判決公判で大阪高裁は第一審・死刑判決を支持して被告人・弁護人側の控訴を棄却する判決を言い渡した。弁護側は即日最高裁判所に上告した。

### 上告審・最高裁第三小法廷
2018年10月12日までに最高裁判所第三小法廷（岡部喜代子裁判長）は上告審口頭弁論公判開廷期日を「2019年1月22日」に指定して関係者に通知した。事件番号は「平成28年(あ)第1485号」。
2019年1月22日に最高裁第三小法廷（岡部喜代子裁判長）にて上告審口頭弁論公判が開かれ結審した。
- 弁護人は「完全責任能力の有無が立証されていない」と主張した上で「犯行時間帯は人通りが多く計画性は低い。被告人は反省を深めており死刑は妥当ではない」などと述べて死刑判決破棄・無期懲役刑への量刑軽減を求めた。
- 一方で検察官は「約1ヶ月で2人を殺害しており人命軽視の姿勢が顕著だ」と主張した上で「犯行に使用する道具を事前に準備するなど高い計画性が認められ、弁護人の上告理由は当たらない。極刑で臨むほかない凶悪犯罪だ」として死刑判決支持・弁護人の上告棄却を求めた。

2019年1月28日、最高裁第三小法廷は上告審判決公判開廷期日を「2019年2月12日15時00分」に指定して公表した。
2019年2月12日、最高裁第三小法廷（岡部喜代子裁判長）は一・二審の死刑判決を支持して被告人Nとその弁護人の上告を棄却する判決を言い渡したため、被告人Nの死刑が確定することとなった。
最高裁上告中の2018年10月1日時点で被告人N（後に死刑確定・現在は死刑囚）は大阪拘置所に収監されている。

## 関連書籍
- 年報・死刑廃止編集委員会『オウム死刑囚からあなたへ 年報・死刑廃止2018』（初版第1刷発行）インパクト出版会、2018年10月25日、268,270頁。ISBN 978-4755402883。